# Strada statale 515 Noalese
La ex strada statale 515 Noalese (SS 515), ora strada regionale 515 Noalese (SR 515), è una strada regionale italiana che si sviluppa in Veneto.

## Percorso
La strada ha inizio a Treviso con l'innesto sulla ex strada statale 53 Postumia e, proseguendo in direzione sud-est, attraversa i comuni di Quinto di Treviso, Zero Branco, Scorzè, Noale, Santa Maria di Sala, Pianiga e si innesta sulla ex strada statale 11 Padana Superiore nel comune di Vigonza, nell'hinterland di Padova.
A Santa Maria di Sala, la Noalese si innesta su un decumano dell'agro centuriato di Padova (il "Cavin di Sala"), così fondendosi con la strada provinciale 32 Miranese (Via Miranese) proveniente da Mestre (già conosciuta, nel Veneziano, come "strada Padovana").
La Noalese è la strada su cui si affaccia l'aeroporto "Antonio Canova", in località San Giuseppe di Treviso.
In seguito al decreto legislativo n. 112 del 1998, dal 1º ottobre 2001, la gestione è passata dall'ANAS alla Regione Veneto; dal 20 dicembre 2002 la gestione della tratta è passata alla società Veneto Strade.

## Tabella percorso dettagliata
| Noalese | |      |                     |           |
| Tipo    | Indicazione | ↓km↓ | Comune              | Provincia |
|         | Viale della Repubblica Feltrina Montebelluna - Cornuda - Feltre Mercato ortofrutticolo di Treviso                            | 0,0  | Treviso             | TV        |
|         | Cavalcavia sulla ferrovia Vicenza Treviso                                                                                    | 0,5  | Treviso             | TV        |
|         | Tangenziale di Treviso (Postumia) Vicenza - Cittadella - Castelfranco Veneto - Oderzo - Portogruaro San Giuseppe Dogana/Zoll | 1,8  | Treviso             | TV        |
|         | Aeroporto di Treviso "Antonio Canova"                                                                                        | 2,3  | Treviso             | TV        |
|         | Supermercato Zona Industriale Nord                                                                                           | 3,8  | Quinto di Treviso   | TV        |
|         | delle Cave Paese - Ponzano Veneto                                                                                            | 5,4  | Quinto di Treviso   | TV        |
|         | Ponti sul fiume Sile | -    | Quinto di Treviso   | TV        |
|         | Quinto di Treviso del Sile Badoere                                                                                           | 6,2  | Quinto di Treviso   | TV        |
|         | Zona Industriale Sud | 7,2  | Quinto di Treviso   | TV        |
|         | di Zero Mogliano Veneto | 9,1  | Zero Branco         | TV        |
|         | Centro Commerciale | 9,5  | Zero Branco         | TV        |
|         | Zero Branco di Zero | 10,8 | Zero Branco         | TV        |
|         | Zona industriale di Zero Branco                                                                                              | 11,7 | Zero Branco         | TV        |
|         | Scorzè Castellana Rosà - Castelfranco Veneto - Piombino Dese - Trebaseleghe - Mestre                                         | 15,9 | Scorzè              | VE        |
|         | Variante della Castellana Rosà - Castelfranco Veneto - Piombino Dese - Trebaseleghe - Mestre                                 | 17,0 | Scorzè              | VE        |
|         | Moniego Crosarona Trebaseleghe                                                                                               | 16,2 | Noale               | VE        |
|         | Via Salvo d'Acquisto Cappelletta                                                                                             | 19,7 | Noale               | VE        |
|         | Passaggio a livello ferrovia Venezia Bassano (futuro sottopasso previsto dal progetto S.F.M.R.)                              | 20,2 | Noale               | VE        |
|         | Noale Mestrina Camposampiero - Maerne                                                                                        | 20,8 | Noale               | VE        |
|         | Zona Commerciale | 21,2 | Noale               | VE        |
|         | Zona industriale di Noale | 21,6 | Noale               | VE        |
|         | Mirano - San Giorgio delle Pertiche                                                                                          | 25,7 | Santa Maria di Sala | VE        |
|         | Santa Maria di Sala Miranese Spinea - Mirano - Mestre                                                                        | 26,2 | Santa Maria di Sala | VE        |
|         | Zona industriale Nord | 28,5 | Santa Maria di Sala | VE        |
|         | Zona industriale Sud | 29,2 | Santa Maria di Sala | VE        |
|         | Caselle de' Ruffi Oriago - Villanova di Camposampiero Campodarsego                                                           | 30,5 | Santa Maria di Sala | VE        |
|         | Mellaredo di Pianiga Zona industriale di Pianiga                                                                             | 34,2 | Pianiga             | VE        |
|         | Vigonza delle Carpane Pianiga                                                                                                | 32,0 | Vigonza             | PD        |
|         | Rottanova-Coette Zona industriale Vigonza                                                                                    | 38,5 | Vigonza             | PD        |
|         | Ponte di Brenta di Vigonza Cadoneghe - SR 308 Tangenziale NORD di Padova (per SS 47) Padana Superiore Venezia - Mira - Dolo  | 39,1 | Padova              | PD        |

## Storia
La strada ha origini antichissime: tra Padova e Noale ricalca il tracciato del graticolato romano (agro Patavino), mentre presso Moniego corrisponde al decumano massimo dell'agro Altinate.

Il tratto perfettamente rettilineo che va da Scorzè a Zero Branco (denominato, appunto, Drizzagno) è invece più recente, risalendo all'epoca della dominazione austriaca.

## Progetti
Lungo il suo tracciato sono state realizzate alcune varianti miranti a deviare il traffico dai centri che ne sono maggiormente interessati. A Scorzè, la cosiddetta variante 515, realizzata negli anni scorsi, funge anche da strada di collegamento al casello autostradale "Martellago-Scorzè" lungo l'autostrada A4 (passante di Mestre), che sorge nella frazione Cappella.

## Le ville
Lungo la Noalese sono sorte numerose ville venete; di seguito ne è riportato l'elenco parziale (l'ordine segue la direzione Padova-Treviso):
Sinistra
Comune di Santa Maria di Sala
Comune di Noale
Comune di Scorzè
- villa Soranzo Conestabile

Comune di Zero Branco
- Villa Albuzio

Comune di Quinto di Treviso
Comune di Treviso
- Villa Zucchelli

Destra
Comune di Santa Maria di Sala
- villa Farsetti
- castello di Stigliano

Comune di Noale
Comune di Zero Branco